# Malá Strana (Chotěšice)
Malá Strana je vesnice v okrese Nymburk, je součástí obce Chotěšice. Nachází se asi 1,4 km na jihovýchod od Chotěšic. Na východním okraji vesnice leží na potoce Slatinka rybník Slatinka. Je zde evidováno 24 adres.

## Historie
První písemná zmínka o vesnici pochází z roku 1528.

## Další fotografie

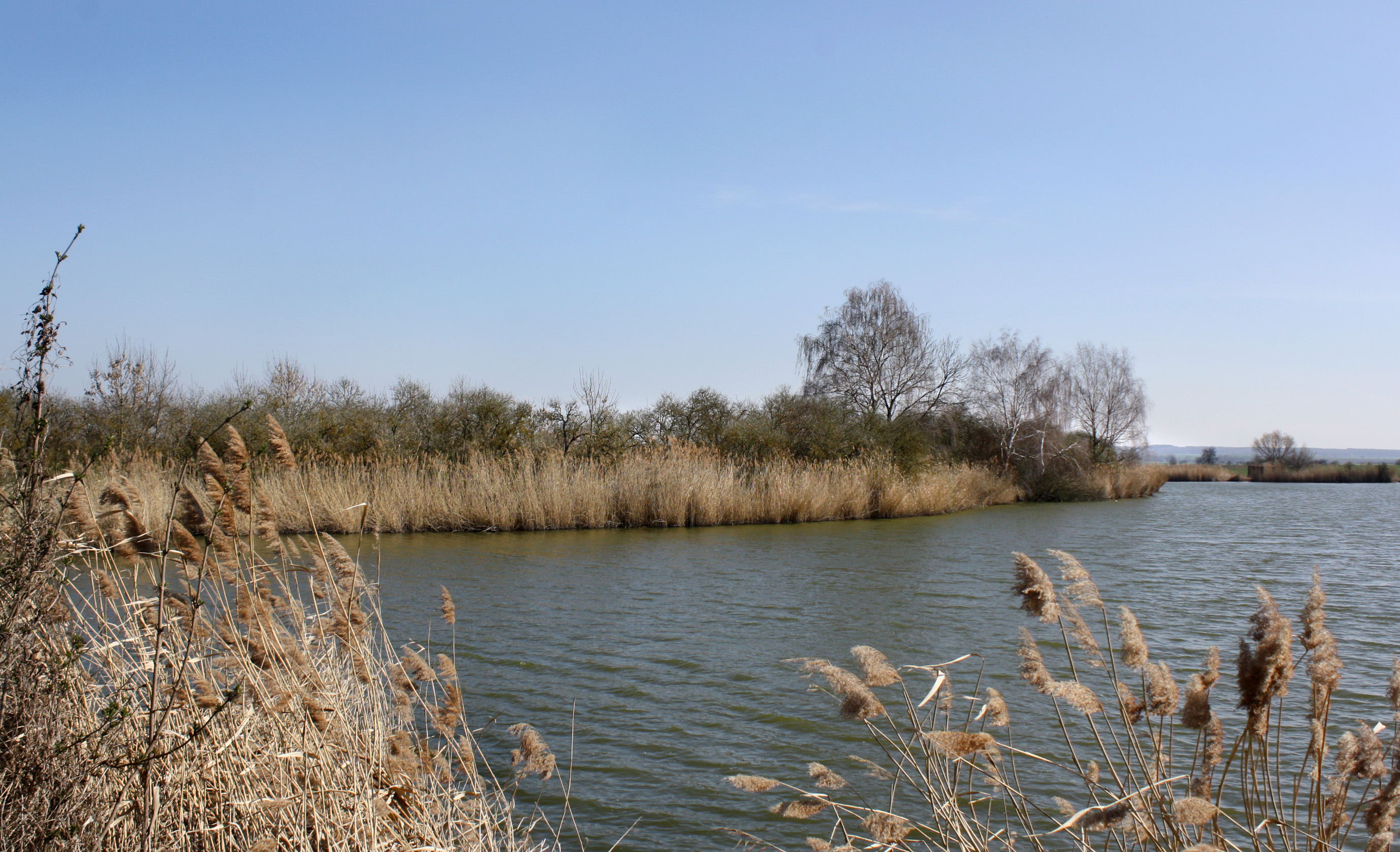
Rybník Slatinka
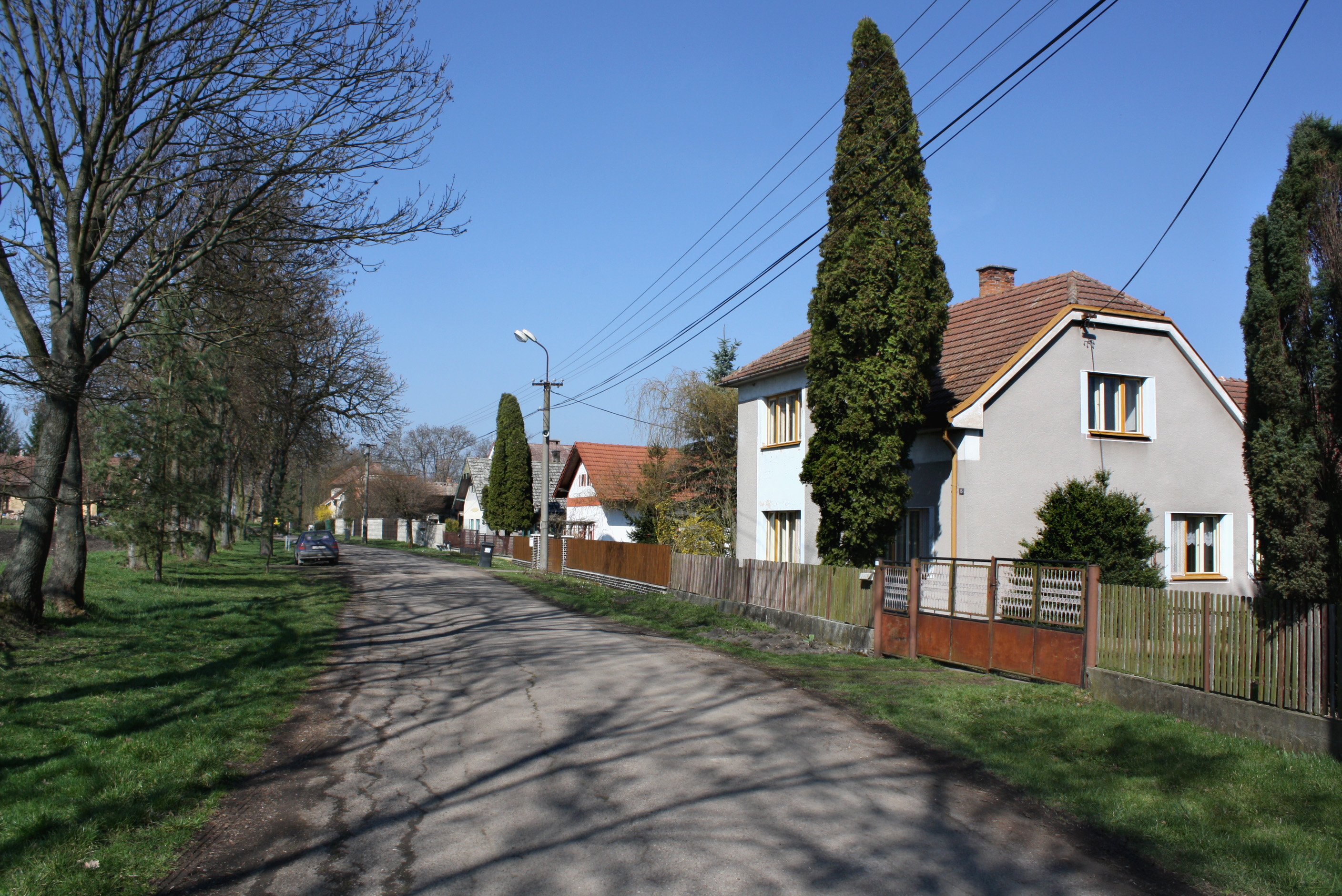
Postranní ulice
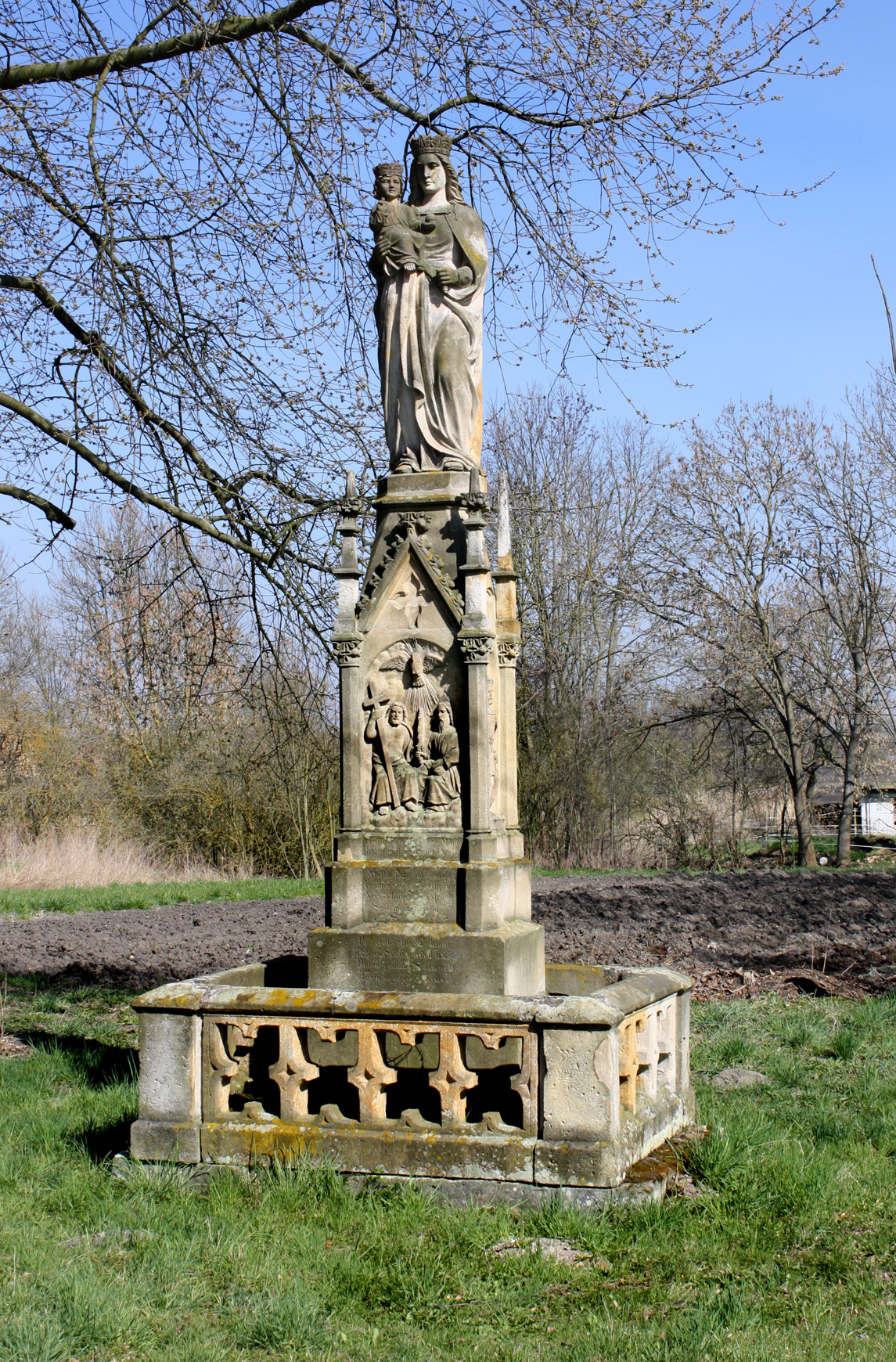
Pamětní sloup u návsi